# Chile en los Juegos Olímpicos de Pekín 2008
La participación de Chile en los Juegos Olímpicos de Pekín 2008 fue la vigesimoprimera actuación olímpica de ese país y la decimosexta oficialmente organizada por el Comité Olímpico de Chile (COCh). La delegación chilena estuvo compuesta de 27 deportistas —21 hombres y 6 mujeres — que compitieron en 14 de los 28 deportes reconocidos por el Comité Olímpico Internacional (COI) en los Juegos Olímpicos de verano.
El abanderado de Chile en la ceremonia de apertura fue el tenista Fernando González Ciuffardi, que fue elegido por votación popular superando a la balista Natalia Duco y el también tenista Nicolás Massú.

## Deportistas
Los deportistas chilenos que obtuvieron un cupo para participar en Pekín 2008 fueron:
| - Atletismo (6): - Gonzalo Barroilhet (decatlón) - Natalia Duco (bala) - Roberto Echeverría (maratón) - Ignacio Guerra (jabalina) - Cristián Reyes (200 metros) - Marco Antonio Verni (bala) - Canotaje (1): Pablo McCandless - Ciclismo (5): - Patricio Almonacid (gran fondo) - Marco Arriagada (puntuación) - Francisca Campos (mountainbike) - Gonzalo Garrido (gran fondo) - Cristóbal Silva (mountainbike) - Equitación (2): - Sergio Iturriaga - Ricardo Stangher - Esgrima (1): Paris Inostroza | - Halterofilia (1): Elizabeth Poblete - Judo (1): Felipe Novoa - Natación (2): - Oliver Elliot (50 metros) - Kristel Köbrich (800 metros y aguas abiertas) - Pentatlón moderno (1): Cristián Bustos Rodríguez - Remo (2): - Soraya Jadue - Óscar Vásquez - Tenis (2): - Fernando González - Nicolás Massú - Tiro (1): Jorge Atalah (skeet) - Triatlón (1): Bárbara Riveros - Vela (1): Matías del Solar |

## Medallero
| Medalla          | Nombre            | Deporte | Evento               | Fecha        |
| ---------------- | ----------------- | ------- | -------------------- | ------------ |
| Medalla de plata | Fernando González | Tenis   | Individual masculino | 17 de agosto |

## Diplomas olímpicos
| Nombre            | Deporte      | Evento | Posición  | Fecha |
| ----------------- | ------------ | ------ | --------- | ----- |
| Elizabeth Poblete | Halterofilia | −75 kg | 8º puesto |       |

## Detalle por deporte

### Atletismo
Podrán competir como máximo tres atletas en cada prueba que hayan obtenido la mínima A; en caso de que en alguna prueba ninguno haya alcanzado esta marca, pero sí haya uno o más con la mínima B, entonces podrá participar únicamente un atleta con este tipo de marca.
Varones
Pista
| Atleta             | Evento            | Heat      | Heat  | Cuartos de final | Cuartos de final | Semifinal    | Semifinal    | Final        | Final        |
| Atleta             | Evento            | Resultado | Lugar | Resultado        | Lugar            | Resultado    | Lugar        | Resultado    | Lugar        |
| ------------------ | ----------------- | --------- | ----- | ---------------- | ---------------- | ------------ | ------------ | ------------ | ------------ |
| Roberto Echeverría | Maratón           | —         | —     | —                | —                | —            | —            | 2:23:54      | 49           |
| Cristián Reyes     | 200 metros planos | 21.20     | 7     | No clasificó     | No clasificó     | No clasificó | No clasificó | No clasificó | No clasificó |

Campo
| Atleta              | Evento                  | Clasificaciones | Clasificaciones | Final        | Final        |
| Atleta              | Evento                  | Distancia       | Lugar           | Distancia    | Lugar        |
| ------------------- | ----------------------- | --------------- | --------------- | ------------ | ------------ |
| Ignacio Guerra      | Lanzamiento de jabalina | 73.03           | 24              | No clasificó | No clasificó |
| Marco Antonio Verni | Lanzamiento de bala     | 17.96           | 39              | No clasificó | No clasificó |

Eventos combinados – Decatlón
| Atleta             | Evento    | 100 m | LJ   | SP    | HJ   | 400 m | 110H  | DT    | PV | JT  | 1500 m | Final | Lugar |
| ------------------ | --------- | ----- | ---- | ----- | ---- | ----- | ----- | ----- | -- | --- | ------ | ----- | ----- |
| Gonzalo Barroilhet | Resultado | 11.33 | 7.08 | 13.23 | 1.93 | 51.91 | 14.26 | 46.07 | NM | DNS | —      | DNF   | DNF   |
| Gonzalo Barroilhet | Puntos    | 789   | 833  | 681   | 740  | 729   | 941   | 789   | 0  | 0   | —      | DNF   | DNF   |

Damas
Campo
| Atleta       | Evento              | Clasificaciones | Clasificaciones | Final        | Final        |
| Atleta       | Evento              | Distancia       | Posición        | Distancia    | Posición     |
| ------------ | ------------------- | --------------- | --------------- | ------------ | ------------ |
| Natalia Duco | Lanzamiento de bala | 17.40           | 22              | No clasificó | No clasificó |

### Canotaje

#### Slalom
| Atleta           | Evento | Clasificaciones | Clasificaciones | Clasificaciones | Clasificaciones | Clasificaciones | Clasificaciones | Semifinal    | Semifinal    | Final        | Final        | Final        | Final        |
| Atleta           | Evento | Carrera 1       | Lugar           | Carrera 2       | Lugar           | Total           | Lugar           | Tiempo       | Lugar        | Tiempo       | Lugar        | Total        | Lugar        |
| ---------------- | ------ | --------------- | --------------- | --------------- | --------------- | --------------- | --------------- | ------------ | ------------ | ------------ | ------------ | ------------ | ------------ |
| Pablo McCandless | K-1    | 88.24           | 17              | 88.40           | 14              | 176.64          | 16              | No clasificó | No clasificó | No clasificó | No clasificó | No clasificó | No clasificó |

### Ruta
| Atleta             | Evento     | Tiempo     | Lugar      |
| ------------------ | ---------- | ---------- | ---------- |
| Patricio Almonacid | Gran fondo | No terminó | No terminó |
| Gonzalo Garrido    | Gran fondo | 6:36:48    | 70         |

### Pista
Omnium
| Atleta          | Evento             | Puntos | Vueltas | Lugar |
| --------------- | ------------------ | ------ | ------- | ----- |
| Marco Arriagada | Carrera por puntos | 1      | 0       | 18    |

### Ciclismo de Montaña
| Atleta           | Evento        | Tiempo          | Lugar |
| ---------------- | ------------- | --------------- | ----- |
| Cristóbal Silva  | Cross-Country | LAP (2 vueltas) | 36    |
| Francisca Campos | Cross-Country | LAP (2 vueltas) | 25    |

### Individual
| Atleta           | Caballo      | Evento     | Adiestramiento | Adiestramiento | Cross-country  | Cross-country | Cross-country  | Saltos          | Saltos          | Saltos          | Saltos         | Saltos       | Saltos       | Total          | Total        |
| Atleta           | Caballo      | Evento     | Adiestramiento | Adiestramiento | Cross-country  | Cross-country | Cross-country  | Clasificaciones | Clasificaciones | Clasificaciones | Final          | Final        | Final        | Total          | Total        |
| Atleta           | Caballo      | Evento     | Penalizaciones | Lugar          | Penalizaciones | Lugar         | Penalizaciones | Lugar           | Total           | Lugar           | Penalizaciones | Lugar        | Lugar        | Penalizaciones | Lugar        |
| ---------------- | ------------ | ---------- | -------------- | -------------- | -------------- | ------------- | -------------- | --------------- | --------------- | --------------- | -------------- | ------------ | ------------ | -------------- | ------------ |
| Sergio Iturriaga | Lago Rupanco | Individual | 63.00          | 60             | Eliminado      | Eliminado     | Eliminado      | No clasificó    | No clasificó    | No clasificó    | No clasificó   | No clasificó | No clasificó | No clasificó   | No clasificó |
| Ricardo Stangher | Literal      | Individual | DNS            | DNS            | Eliminado      | Eliminado     | Eliminado      | No clasificó    | No clasificó    | No clasificó    | No clasificó   | No clasificó | No clasificó | No clasificó   | No clasificó |

### Esgrima
Varones
| Atleta          | Evento | Ronda de 64     | Ronda de 32       | Octavos de final | Cuartos de final | Semifinal       | Final / BM      | Final / BM   |
| Atleta          | Evento | Rival Resultado | Rival Resultado   | Rival Resultado  | Rival Resultado  | Rival Resultado | Rival Resultado | Lugar        |
| --------------- | ------ | --------------- | ----------------- | ---------------- | ---------------- | --------------- | --------------- | ------------ |
| Paris Inostroza | Espada | Nishida W 15–11 | Fernández L 10–15 | No clasificó     | No clasificó     | No clasificó    | No clasificó    | No clasificó |

### Halterofilia
| Atleta            | Evento | Arranque  | Arranque | Envión    | Envión | Total | Lugar |
| Atleta            | Evento | Resultado | Lugar    | Resultado | Lugar  | Total | Lugar |
| ----------------- | ------ | --------- | -------- | --------- | ------ | ----- | ----- |
| Elizabeth Poblete | −75 kg | 91        | 12       | 106       | 12     | 197   | 8     |

### Judo
| Atleta       | Evento | Preliminares    | Ronda de 32        | Ronda de 16     | Cuartos de final | Semifinal       | Repechaje 1     | Repechaje 2     | Repechaje 3     | Final / BM      | Final / BM   |
| Atleta       | Evento | Rival Resultado | Rival Resultado    | Rival Resultado | Rival Resultado  | Rival Resultado | Rival Resultado | Rival Resultado | Rival Resultado | Rival Resultado | Lugar        |
| ------------ | ------ | --------------- | ------------------ | --------------- | ---------------- | --------------- | --------------- | --------------- | --------------- | --------------- | ------------ |
| Felipe Novoa | −66 kg | Exento          | Casale L 0000–1000 | No clasificó    | No clasificó     | No clasificó    | No clasificó    | No clasificó    | No clasificó    | No clasificó    | No clasificó |

### Natación
Varones
| Atleta        | Evento      | Heat   | Heat  | Semifinal    | Semifinal    | Final        | Final        |
| Atleta        | Evento      | Tiempo | Lugar | Tiempo       | Lugar        | Tiempo       | Lugar        |
| ------------- | ----------- | ------ | ----- | ------------ | ------------ | ------------ | ------------ |
| Oliver Elliot | 50 m libres | 22.75  | 41    | No clasificó | No clasificó | No clasificó | No clasificó |

Damas
| Atleta          | Evento               | Heat    | Heat  | Final        | Final        |
| Atleta          | Evento               | Tiempo  | Lugar | Tiempo       | Lugar        |
| --------------- | -------------------- | ------- | ----- | ------------ | ------------ |
| Kristel Köbrich | 800 m libres         | 8:34.25 | 20    | No clasificó | No clasificó |
| Kristel Köbrich | 10 km aguas abiertas | —       | —     | DNF          | DNF          |

### Pentatlón moderno
| Atleta          | Evento  | Tiro (10 m pistola de aire) | Tiro (10 m pistola de aire) | Tiro (10 m pistola de aire) | Fencing (espada) | Fencing (espada) | Fencing (espada) | Swimming (200 m libres) | Swimming (200 m libres) | Swimming (200 m libres) | Riding (saltos) | Riding (saltos) | Riding (saltos) | Running (3000 m) | Running (3000 m) | Running (3000 m) | Total puntos | Lugar final |
| Atleta          | Evento  | Puntos                      | Lugar                       | Puntos                      | Resultados       | Lugar            | Puntos           | Tiempo                  | Lugar                   | Puntos                  | Penalizaciones  | Lugar           | Puntos          | Tiempo           | Lugar            | Puntos           | Total puntos | Lugar final |
| --------------- | ------- | --------------------------- | --------------------------- | --------------------------- | ---------------- | ---------------- | ---------------- | ----------------------- | ----------------------- | ----------------------- | --------------- | --------------- | --------------- | ---------------- | ---------------- | ---------------- | ------------ | ----------- |
| Cristián Bustos | Varones | 178                         | 21                          | 1072                        | 12–23            | 33               | 688              | 2:15.26                 | 35                      | 1180                    | 296             | 23              | 904             | 9:19.01          | 6                | 1164             | 5008         | 27          |

### Remo
Varones
| Atleta        | Evento        | Heats   | Heats | Cuartos de final | Cuartos de final | Semifinal | Semifinal | Final   | Final |
| Atleta        | Evento        | Tiempo  | Lugar | Tiempo           | Lugar            | Tiempo    | Lugar     | Tiempo  | Lugar |
| ------------- | ------------- | ------- | ----- | ---------------- | ---------------- | --------- | --------- | ------- | ----- |
| Óscar Vásquez | Single sculls | 7:39.58 | 3 QF  | 7:06.61          | 4 SC/D           | 7:17.17   | 2 FC      | 7:07.02 | 16    |

Damas
| Atleta       | Evento        | Heats   | Heats | Cuartos de final | Cuartos de final | Semifinal | Semifinal | Final   | Final |
| Atleta       | Evento        | Tiempo  | Lugar | Tiempo           | Lugar            | Tiempo    | Lugar     | Tiempo  | Lugar |
| ------------ | ------------- | ------- | ----- | ---------------- | ---------------- | --------- | --------- | ------- | ----- |
| Soraya Jadue | Single sculls | 8:04.08 | 5 QF  | 7:51:52          | 4 SC/D           | 8:13.67   | 2 FC      | 7:48.35 | 17    |

Leyenda: FA=Final A (medallas); FB=Final B (sin medallas); FC=Final C (sin medallas); FD=Final D (sin medallas); FE=Final E (sin medallas); FF=Final F (sin medallas); SA/B=Semifinales A/B; SC/D=Semifinales C/D; SE/F=Semifinales E/F; QF=Cuartos de final; R=Repechaje

### Tenis
| Atleta                          | Evento       | Ronda de 64       | Ronda de 32                       | Octavos de final  | Cuartos de final   | Semifinal              | Final / BM                 | Final / BM       |
| Atleta                          | Evento       | Rival Resultado   | Rival Resultado                   | Rival Resultado   | Rival Resultado    | Rival Resultado        | Rival Resultado            | Lugar            |
| ------------------------------- | ------------ | ----------------- | --------------------------------- | ----------------- | ------------------ | ---------------------- | -------------------------- | ---------------- |
| Fernando González               | Individuales | Sun P W 6–4, 6–4  | Čilić W 6–4, 6–2                  | Rochus W 6–0, 6–3 | Mathieu W 6–4, 6–4 | Blake W 4–6, 7–5, 11–9 | Nadal L 3–6, 6–7(2–7), 3–6 | Medalla de plata |
| Nicolás Massú                   | Individuales | Darcis W 6–4, 7–5 | Nalbandian L 6–7(0–7), 1–6        | No clasificó      | No clasificó       | No clasificó           | No clasificó               | No clasificó     |
| Fernando González Nicolás Massú | Dobles       | —                 | Tursúnov / Yuzhny L 6–7(5–7), 4–6 | No clasificaron   | No clasificaron    | No clasificaron        | No clasificaron            | No clasificaron  |

### Tiro
Varones
| Atleta       | Evento | Clasificaciones | Clasificaciones | Final        | Final        |
| Atleta       | Evento | Puntos          | Lugar           | Puntos       | Lugar        |
| ------------ | ------ | --------------- | --------------- | ------------ | ------------ |
| Jorge Atalah | Skeet  | 111             | 28              | No clasificó | No clasificó |

### Triatlón
| Atleta          | Evento | Natación (1.5 km) | Transición 1 | Ciclismo (40 km) | Transición 2 | Trote (10 km) | Tiempo final | Lugar |
| --------------- | ------ | ----------------- | ------------ | ---------------- | ------------ | ------------- | ------------ | ----- |
| Bárbara Riveros | Damas  | 20:21             | 0:28         | 1:26:52          | 0:34         | 36:16         | 2:03:42.56   | 25    |

### Vela
Varones
| Atleta           | Evento | Regata | Regata | Regata | Regata | Regata | Regata | Regata | Regata | Regata | Regata | Regata | Puntos totales | Lugar final |
| Atleta           | Evento | 1      | 2      | 3      | 4      | 5      | 6      | 7      | 8      | 9      | 10     | M*     | Puntos totales | Lugar final |
| ---------------- | ------ | ------ | ------ | ------ | ------ | ------ | ------ | ------ | ------ | ------ | ------ | ------ | -------------- | ----------- |
| Matías del Solar | Laser  | 3      | 34     | 30     | 25     | 21     | 9      | 25     | 23     | DNF    | CAN    | EL     | 170            | 25          |

M = Medal race; EL = Eliminado – no clasificó a la medal race; CAN = Regata cancelada